# بلسک دوژه
بلسک دوژه (به لهستانی:  Belsk Duży) یک روستا در لهستان است که در گمینا بلسک دوژه واقع شده‌است.